# Bandurove, Oleksandrivka
Bandurove (în ucraineană Бандурове) este un sat în comuna Krasnosilka din raionul Oleksandrivka, regiunea Kirovohrad, Ucraina.

## Demografie
Componența lingvistică a localității Bandurove
     Ucraineană (97,38%)
     Rusă (1,84%)
     Alte limbi (0,79%)
Conform recensământului din 2001, majoritatea populației localității Bandurove era vorbitoare de ucraineană (97,38%), existând în minoritate și vorbitori de rusă (1,84%).